# Chromatomyia lactuca
Chromatomyia lactuca este o specie de muște din genul Chromatomyia, familia Agromyzidae, descrisă de Frost în anul 1924. Conform Catalogue of Life specia Chromatomyia lactuca nu are subspecii cunoscute.